# Golfclub De Hildenberg
De Hildenberg is een Nederlandse golfclub in Appelscha in de provincie Friesland.
De clubleden spelen op de commerciële golfbaan op Buitenplaats De Hildenberg. De baan is ontworpen door golfbaanarchitect Alan Rijks en heeft 9 holes met een par van 64. Daarin zit ook een par-5 hole. De golfbaan is in 2005 geopend.
De club heeft de B-status van de Nederlandse Golf Federatie.